# 이인좌의 난
이인좌의 난(李麟佐ㅡ亂)은 조선 영조 4년(1728년) 3월 조선 소론 강경파와 남인 일부가 경종의 죽음에 영조와 노론이 관계되었다고 주장하면서 일으킨 내전이다. 난이 일어난 영조 4년이 간지로는 무신년이었기에 무신란(戊申亂)이라고도 한다.

## 명칭
이인좌-정희량의 난(李麟佐ㅡ鄭希亮의 亂)이란 총대장 이인좌가 초기에 진압당했을 때 정희량이 이끌은 영남군이 오히려 최후까지 저항한 결과를 반영한 명칭이다.

## 배경
신임사화 이후 실각당하였던 노론이 영조의 즉위와 동시에 다시 집권하고, 앞서 노론 4대신을 무고한 바 있는 소론파 김일경·목호룡이 죽음을 당하자, 그 당의 나머지는 불만을 품고 기회를 엿보고 있던 차, 1727년(영조 3년) 음력 7월 1일 노론의 일부가 실각함을 보고, 이듬해 음력 3월에 이인좌·김영해·정희량·박필현·심유현 등이 주동이 되어 밀풍군 탄(坦)을 추대하고 반란을 일으켰다.

## 경과

### 반란 전
조선왕조실록 기록 상으로, 청주성이 함락된 것은 영조 4년 3월 15일이나 그 전인 14일에 장흠(張欽)이 15일 거사를 한다는 소식이 올라왔고 한성부에서 근거없는 소문이 돌아 피난을 가는 사람이 발생하였다.

### 청주성
먼저 이인좌는 영조 4년 3월 15일 장례식을 위장하여 상여(喪輿) 안에 무기를 숨긴 후 청주성을 기습해 병마절도사(兵使) 이봉상(李鳳祥)과 토포사(討捕使) 남연년(南延年)을 살해하고 청주성을 점령한 후 병졸을 모아 스스로 대원수(大元首)라 칭하며 사방으로 격문을 돌렸다. 격문의 요지는 경종의 죽음은 자연스러운 죽음이 아니라 흉악한 무리(즉 영조와 노론 세력)에 의한 독살이고, 연잉군(영조)은 숙종의 왕자가 아니므로, 왕대비의 밀조(密調)를 받아 경종의 원수를 갚고 소현세자의 적파손(嫡派孫)인 밀풍군 탄(坦)을 왕으로 세워 왕통을 바르게 한다는 내용이었다.
모든 군사들은 경종을 애도한다는 뜻에서 상복과 같은 흰옷을 입고 평안병사(平安兵使) 이사성 · 총융사 김중기 · 금군별장(禁軍別將) 남태징 등과 통모(通謀)하여 내외상응(內外相應)하려 하였으나, 용인(龍仁)에 퇴거하고 있던 소론의 원로 최규서가 이를 조정에 고변해 반군의 계획은 무너지고, 영조가 정미환국을 하여 반군의 양반들을 회유하는 한편, 새로 도순무사(都巡撫使)에 임명된 병조판서 오명항(吳命恒)의 관군에 의하여 반란은 고작 3개월 만에 진압되었다. 이들은 2,300명에 불과하였으나 숫자는 많으나 실질적인 무장들이 사라진 반란군을 손쉽게 학살했다.

### 진격
3월 20일 오명항이 지휘하는 군사가 경기도 진위군 남쪽에 주둔했다. 다음날 청주에서 북상하는 반란군이 경기도 죽산군에 글을 보내자 죽산 부사 최필번(崔必蕃)이 고을을 버리고 오명항의 진영으로 도망쳐 왔다.
3월 24일 오명항이 진위군에서 죽산군으로 향했는데, 장항령(獐項嶺) 지역에서 반군을 만나 교전 후 반란군을 격파하고 이인좌를 사로잡아 서울로 압송하였다. 이인좌가 체포된 후에도 각지에서 산발적으로 반군이 일어났는데, 태인 현감(泰仁縣監) 박필현(朴弼顯)이 전주성에 이르렀으나 원래 내응하기로 되어 있던 전주 감사 정사효(鄭思孝)가 성문을 열어주지 않아 군사가 흩어졌다. 이인좌가 참수당한 3월 27일에는 반군이 경상도 거창군을 함락하여 현감(縣監) 신정모(申正模)가 도주하고 좌수(座首) 이술원(李述源)이 살해당했다.

### 결과
비록 단시일의 내란이긴 하였으나 그 숫자도 그렇고, 반란군의 양반들이 회유되기 전의 지방군은 이를 제압하지 못하여 청주성을 중심으로 진천(鎭川)·죽산(竹山)·안성(安城) 등지는 그 형세가 몹시 위태로웠으며, 이인좌를 비롯한 권서봉(權瑞鳳), 목함경(睦涵敬)등 반란의 주모자들은 서울로 압송(押送)되어 국문을 받고 처형되었고, 밀풍군 탄도 사사된다. (자결했다는 설도 있다).
6일 천하로 끝난 이인좌의 난은 영남지역을 조선 후기 정치에서 소외시키는 결과를 낳았다. 비록 거병지는 청주였지만 남인들의 고장 영남에서 모의자와 동조자가 가장 많이 나왔기 때문이다. 즉 안동 등 일부 지역의 사대부들을 제외하고는 대다수가 거사에 심적으로 동조했던 것이다.
이인좌는 남인 윤휴의 손자사위여서 영남 유림들의 지지를 받고 있었다.
난이 평정된 후 영조는 대구부의 남문 밖에 평영남비(平嶺南碑)를 세워 영남을 반역향으로 못박았다.

## 영향
소론(완론)이 이 난을 진압하는데 큰 공을 세우긴 했다. 그러나 이 난의 주동자의 대부분도 소론 강경파(준론)이기에, 이 난으로 소론의 세력은 크게 타격을 받았으며, 이후 정권은 대개 노론에서 차지하게 되었다. 이 후 50여년에 걸쳐서 안동을 제외한 경상우도 사람들에게는 과거에 응시할 수도 없게 했으며, 조식의 문하인들은 벼슬 길에 나아갈 생각을 갖지 못했다. 과거 응시가 허용된 뒤에도 필기시험 합격자에게 임금이 낙점을 하지 않았기 때문에 과거 금지는 사실상 130여년 후 대원군의 과거 혁파 때까지 계속되었다.

## 같이 보기
- 경종
- 영조
- 탕평책